# Hewitt (Wisconsin)
 Hewitt  ist eine Gemeinde (mit dem Status „ Village“) im Wood County im US-amerikanischen Bundesstaat Wisconsin. Im Jahr 2010 hatte Hewitt 828 Einwohner.

## Geografie
Hewitt liegt in der Mitte Wisconsins, rund 40 km westlich des in den Mississippi mündenden Wisconsin River. Die geografischen Koordinaten von Hewitt sind 44°38′42″ nördlicher Breite und 90°06′00″ westlicher Länge. Das Gemeindegebiet erstreckt sich über eine Fläche von 2,46 km² und wird vollständig von der Town of Marshfield umgeben, ohner dieser anzugehören.
Nachbarorte von Hewitt sind Marshfield (7,8 km westnordwestlich), Stratford (18 km nördlich), Auburndale (9 km ostsüdöstlich), Arpin (16,4 km südöstlich) und Pittsville (26 km südlich).
Die nächstgelegenen größeren Städte sind Wausau (70,7 km nordöstlich), Green Bay am  Michigansee (189 km östlich), Appleton (162 km ostsüdöstlich), Wisconsins größte Stadt Milwaukee (297 km südöstlich), Wisconsins Hauptstadt Madison (227 km südsüdöstlich), La Crosse am Mississippi (169 km südwestlich), Eau Claire (132 km westnordwestlich), die Twin Cities in Minnesota (267 km in der gleichen Richtung) und Duluth am Oberen See in Minnesota (369 km nordwestlich).

## Verkehr
Der vierspurig ausgebaute U.S. Highway 10 verläuft in West-Ost-Richtung am südlichen Ortsrand an Hewitt vorbei. Der County Highway T verläuft in Nord-Süd-Richtung als Hauptstraße durch das Zentrum von Hewitt. Alle weiteren Straßen sind untergeordnete Landstraßen, teils unbefestigte Fahrwege sowie innerörtliche Verbindungsstraßen.
Durch Hewitt verläuft für den Frachtverkehr eine Eisenbahnstrecke der Canadian National Railway (CN).
Mit dem Marshfield Municipal Airport befindet sich 7,4 km westlich ein kleiner Flugplatz. Der nächste Verkehrsflughafen ist der Central Wisconsin Airport in Mosinee bei Wausau (52,1 km nordöstlich).

## Bevölkerung
Nach der Volkszählung im Jahr 2010 lebten in Hewitt 828 Menschen in 308 Haushalten. Die Bevölkerungsdichte betrug 336,6 Einwohner pro Quadratkilometer. In den 308 Haushalten lebten statistisch je 2,69 Personen. 
Ethnisch betrachtet setzte sich die Bevölkerung zusammen aus 98,6 Prozent Weißen, 1,0 Prozent Asiaten sowie 0,1 Prozent (eine Person) aus anderen ethnischen Gruppen; 0,4 Prozent stammten von zwei oder mehr Ethnien ab. Unabhängig von der ethnischen Zugehörigkeit waren 1,0 Prozent der Bevölkerung spanischer oder lateinamerikanischer Abstammung. 
26,6 Prozent der Bevölkerung waren unter 18 Jahre alt, 64,1 Prozent waren zwischen 18 und 64 und 9,3 Prozent waren 65 Jahre oder älter. 50,7 Prozent der Bevölkerung war weiblich.
Das mittlere jährliche Einkommen eines Haushalts lag bei 77.857 USD. Das Pro-Kopf-Einkommen betrug 28.749 USD. 3,6 Prozent der Einwohner lebten unterhalb der Armutsgrenze.